# Joel Wyler
Joel P. Wyler (Washington D.C., Verenigde Staten, 9 juni 1949) is een Amerikaans-Nederlandse zakenman. Wyler studeerde landbouwkunde aan de McGill-universiteit in Montreal, Canada en economie aan de Erasmus Universiteit in Rotterdam.
Na zijn studies liep Wyler stage bij een Zwitsers graanhandelsbedrijf. In 1976 ging hij werken voor familie- en graanhandelsbedrijf Granaria (Latijn voor 'graanhuizen'), waar zijn vader Martin en grootvader Louis aan het hoofd stonden. In 1982 werd hij er directeur.
In 1998 werd Wyler voorzitter van Amerikaans bedrijf Eagle-Picher.
Wyler was commissaris bij verschillende bedrijven, zoals bij World Online waar hij door Nina Brink medeverantwoordelijk werd gehouden voor de misluke beursnotering.
In 2010 stond Wyler met broer Danny met een geschat vermogen van 253 miljoen euro op plaats 109 in de Quote 500. In 2001 bekleedden zij nog plaats 18.

## Huidige functies
- Voorzitter Granaria Holdings B.V.
- Voorzitter Fashion Fund2 B.V.
- Voorzitter World Forsight Forum
- Bestuurslid Cocon Vastgoed B.V
- Bestuurslid Apollo Hotels and Resorts B.V.
- Voorzitter International Advisory Board of Wimco
- Lid Raad van Advies SGN (Social Gaming Network)
- Lid Raad van Advies Den Haag Centrum voor Strategische Studies (HCSS)

## Onderscheidingen
- 2001: Officier in de Orde van Oranje Nassau[3]
- 2009: Chevalier de la Legion d’Honneur